# Apenburg-Winterfeld
Apenburg-Winterfeld è un comune mercato (Flecken) di 1 700 abitanti della Sassonia-Anhalt, in Germania.
Appartiene al circondario di Altmark Salzwedel (targa SAW) ed è parte della comunità amministrativa (Verwaltungsgemeinschaft) di Beetzendorf-Diesdorf.

## Storia
Il comune mercato di Apenburg-Winterfeld fu creato il 1º luglio 2009 dall'unione del comune mercato di Apenburg con i comuni di Altensalzwedel e Winterfeld.

## Geografia antropica
Il territorio comunale comprende 10 centri abitati (Ortsteil):
- Altensalzwedel
- Apenburg
- Baars
- Hagen
- Klein-Apenburg

- Quadendambeck
- Recklingen
- Rittleben
- Saalfeld
- Winterfeld